# Park Grabek
Park Grabek – park miejski w Czeladzi, położony w dolinie rzeki Brynicy, na prawym jej brzegu, w pobliżu centrum miasta w okolicy ulicy Legionów. Zajmuje powierzchnię około 13 ha i jest jednym z największych parków w Zagłębiu Dąbrowskim.  Park od północy ograniczony jest ośrodkiem sportowym Miejskiego Ośrodka Sportu i Rekreacji. Od wschodu od rzeki Brynicy oddziela go wał przeciwpowodziowy. Na południowym zachodzie znajduje się będący częścią parku zabytkowy ogród morwowy. Pozostały teren parku sąsiaduje z osiedlem mieszkaniowym Kolonii Saturn. Zanotowano tu obecność prawie od 288 do 334 gatunków roślin i jest jedną z większych w Załgębiu; liczba ta obejmuje 42 gatunki drzew i krzewów (głównie rodzime gatunki). Wśród drzew uznawanych za pomniki przyrody najstarsze to grab zwyczajny o obwodzie 187 cm oraz klon zwyczajny o obwodzie 310 cm. W parku rośnie także kilka endemitów takich jak klon jesionolistny i robinia akacjowa.
Przez park przebiega turystyczny szlak pieszy XXV-lecia PTTK oraz żółty szlak rowerowy.

## Historia
W większość Park powstał w latach 60. XX wieku na terenach dawniej wykorzystywanych jako pastwiska. Jego najstarsza część – Ogród Morwowy – był tworzona od 1928 r., kiedy teren ten został wykupiony przez Towarzystwo Górniczo - Przemysłowe „Saturn" dla pracowników kopalni. Ogród został wpisany do rejestru zabytków. Ogród morwowy to część parku, gdzie rosną stare drzewa morwy białej, które były uprawiane w celach jedwabniczych. W ogrodzie znajduje się również pomnik upamiętniający ofiary II wojny światowej. W latach siedemdziesiątych XX wieku wybudowane zostały przez Kopalnię Saturn przy udziale społeczności (czyn społeczny) amfiteatr, boisko i sztuczny zbiornik wodny. Zbiornik wodny na skutek szkód górniczych uległ rozszczelnieniu i do czasu rewitalizacji w 2017 pozostawał suchą niecką.

W 2017 roku rozpoczęto proces rewitalizacji parku, który miał na celu poprawę jego walorów estetycznych, przyrodniczych i rekreacyjnych. W ramach rewitalizacji wykonano m.in.: odnowienie zbiornika wodnego, który został wyposażony w system pomp i fontann, a także obsadzony roślinami wodnymi i rybami; remont amfiteatru, który może pomieścić około 500 widzów i służy do organizacji imprez kulturalnych i rozrywkowych; budowę skateparku; modernizację basenu kąpielowego, który składa się z basenu pływackiego, basenu rekreacyjnego, wodnego placu zabaw i zaplecza sanitarnego; utworzenie trzech nowych placów zabaw dla dzieci o różnym stopniu trudności i atrakcyjności; zagospodarowanie terenu wokół parku, gdzie powstały m.in. siłownia na świeżym powietrzu, parking, ścieżki rowerowe i piesze. Modernizacja została nagrodzona w 2018 r. W dalszych latach powstała tężnia solankowa oraz kolejne place zabaw.
W 2015 z uwagi na swój stan techniczny został wyłączony z użytku Basen w parku.  W latach 2020–2021 przeprowadzono jego remont basenu przekształcając go w strefę wodnego relaksu o powierzchni około 1000 m kw obejmujący basen pływacki o długości 25 metrów, basen rekreacyjny o długości niespełna 25 metrów, wodny plac zabaw, brodzik. Modernizacja została nagrodzona Złotym Modulorem.